# 6418 Ханаміґахара
6418 Ханаміґахара (6418 Hanamigahara) — астероїд головного поясу, відкритий 8 грудня 1993 року.
Тіссеранів параметр щодо Юпітера — 3,605.